# La Fosse-de-Tigné
La Fosse-de-Tigné – miejscowość i dawna gmina we Francji, w regionie Kraj Loary, w departamencie Maine i Loara. W 2013 roku jej populacja wynosiła 234 mieszkańców. 
W dniu 1 stycznia 2016 roku z połączenia siedmiu ówczesnych gmin – Les Cerqueux-sous-Passavant, La Fosse-de-Tigné, Nueil-sur-Layon, Tancoigné, Tigné, Trémont oraz Vihiers – utworzono nową gminę Lys-Haut-Layon. Siedzibą gminy została miejscowość Vihiers. 